# Fresh Fruit for Rotting Vegetables
Fresh Fruit for Rotting Vegetables, prvi studijski album američkog hardcore punk sastava Dead Kennedys. Objavljen je 2. rujna 1980. pod etiketom Faulty Productsa.

## Popis pjesama
| 1. | »Kill the Poor«            | Biafra, Ray |  |
| 2. | »Forward to Death«         | 6025        |  |
| 3. | »When Ya Get Drafted«      | Biafra      |  |
| 4. | »Let's Lynch the Landlord« | Biafra      |  |
| 5. | »Drug Me«                  | Biafra      |  |
| 6. | »Your Emotions«            | Ray         |  |
| 7. | »Chemical Warfare«         | Biafra      |  |

| 1. | »California Über Alles«  | Biafra, John Greenway  |  |
| 2. | »I Kill Children«        | Biafra                 |  |
| 3. | »Stealing People's Mail« | Biafra                 |  |
| 4. | »Funland at the Beach«   | Biafra                 |  |
| 5. | »Ill in the Head«        | 6025, Biafra           |  |
| 6. | »Holiday in Cambodia«    | Dead Kennedys          |  |
| 7. | »Viva Las Vegas«         | Doc Pomus, Mort Shuman |  |

## Izvođači
- Jello Biafra – vokal
- East Bay Ray – gitara
- Klaus Flouride – bas, back vokal
- D.H. Peligro  – bubnjevi
- 6025 – ritam gitara na "Ill in the Head"